# Cupido sericina
Cupido sericina är en fjärilsart som beskrevs av Felder 1865. Cupido sericina ingår i släktet Cupido och familjen juvelvingar. Inga underarter finns listade i Catalogue of Life.